# Cozmești (gmina Stolniceni-Prăjescu)
Cozmești – wieś w Rumunii, w okręgu Jassy, w gminie Stolniceni-Prăjescu. W 2011 roku liczyła 2078 mieszkańców.